# Dysstroma acutata
Dysstroma acutata là một loài bướm đêm trong họ Geometridae.